# Jarosław Mecmajer
Jarosław Mecmajer (4 dicembre 1993) è un taekwondoka polacco.

## Palmarès
- Europei

Montreux 2016: argento nei 63 kg.